# Boomerang TV
Boomerang TV és una productora de televisió espanyola. Va ser creada el 1998 per Pepe Abril i Pedro Ricote, tots dos amb àmplia experiència com directius en diferents cadenes televisives espanyoles. L'empresa té la seu central a Madrid.